# Бубамаре
Бубамаре (лат. Coccinellidae) су породица инсеката, која припада реду тврдокрилаца (Coleoptera) и обухвата бројне и разнолике врсте (има их преко 5.000 описаних). У Србији је до сада забележено 69 врста. Нису опасне за људе и нису велике — већина је у одраслом добу дуга између 1 и 10 mm. Сматрају се корисним, јер се најчећше хране биљним вашима и штитастим вашима. Морфологија је уобичајена за тврдокрилце и одрасле јединке су способне су за летење, мада попут осталих тврдокрилаца нису нарочито спретни летачи.

## Изглед
Код већине врста бубамара тело је овалног облика и као код свих тврдокрилаца, покрилца су тврда и штите два нежна крила која су спакована испод њих када буба мирује. Покрилца су јарко обојена. Уобичајена представа о бубамари је позната: мала црвена буба са црним тачкицама и црном главом. Међутим, бубамаре могу бити разних боја: жуте, наранџасте, скерлетноцрвене или црне са тачкицама; велики број врста су једнобојне: црне, сиве или браон и лаици их врло тешко могу разликовати од других буба. Њихова јарка упозоравајућа обојеност (апосематска обојеност) углавном служи да би одбила грабљивце. Оваква одбрана успева углавном зато што сви грабљивци јарке боје (нарочито црвено-црну и жуто-црну комбинацију) повезују са отровношћу или гадним укусом. Та обојеност није безразложна, јер су бубамаре заиста и отровне за мање грабљивце, попут гуштера или птица, док би човеку било потребно да поједе много бубамара да би се отровао.

## Отровност
Одрасле јединке су у стању да луче хемолимфу из својих зглобова на ногама, заједно са отровом жућкасте боје. Отров је уљаст и непријатног мириса, а буба ће га излучити ако је нападнута.

## Исхрана
Бубамаре су углавном грабљивци (хране се биљним и штитастим вашима), иако постоје неке врсте (нпр. мексичка пасуљка) које су пољопривредне штеточине. Све бубамаре могу се хранити и биљном храном, у случају да нема довољно ловине. Често се користе као природни борци против штеточина, али се дешава да увезене врсте бубамара надјачају и замене аутохтоне врсте (такав је случај са азијском харлекин бубамаром Harmonia axyridis у Европи), чиме ремете еколошку равнотежу.

## Размножавање и развој
Већина бубамара се пари у рано пролеће или лето, а женке полажу легло које броји од пар комада до пар стотина јаја, у зависности од врсте. Легло се поставља што је могуће ближе колонији биљних ваши. Код већине врста, јаја се излегу за око недељу дана у ларве. Стадијум ларве траје 10-15 дана. Ларве су веома прождрљиве. Једна ларва може да поједе више стотина биљних ваши у току свог развоја. На крају тог стадијума, ларва се трансформише у лутку. Она има изглед смежуране ларве закачене за лист помоћу пар свиленкастих нити. Читав животни циклус бубамаре траје од 4-7 недеља.
У леглу поред оплођених јаја има и неоплођених, а она служе као додатни извор хране за излегле ларве. Однос оплођених и неоплођених јаја зависи од доступности хране за ларве.
Бубамаре су углавном униволтне (рађају један нараштај годишње), мада има и биволтних (рађају два нараштаја).

## Активност у току године
Одрасле јединке често спавају зимски сан и то тако што се више десетина јединки скупи у збијену масу на неком скривеном месту. Бубамаре се неће смрзнути јер се у њиховом телу налази довољно глицерина. Занимљиво је да иста места користи свака нова генерација бубамара.
Занимљив је пример врсте која је црвена са две црне тачке, код које постоји и меланински облик код кога су боје обрнуте; покрилца су црна са две црвене тачке. Ако се јединке оба типа током тридесет минута изложе температури од 5 °C и прати њихова активност, показаће се да је меланински облик активнији. И заиста, у природи, учесталост облика у популацији ове врсте је таква да на тамнијим и хладнијим теренима преовлађује меланински облик.

## Слике
- Основна анатомија бубамаре
- Бубамаре се паре на сувом листу винове лозе
- Бубамара из САД
-Harmonia axyridis шири крила
- Јаја
- Ларве које су се управо излегле из јаја
- Средњи стадијум ларвеног развића
- Бубамара у стадијуму лутке
-Propylea quatuordecimpunctata једе грашкову биљну ваш
- Ларва бубамаре једе биљну ваш
-Coccinella septempunctata (Канада)
- Бубамара, Парк Светог Саве, Ниш
- Бубамара, Спомен парк Бубањ у Нишу

## Симболика и веровање
Бубамара се у Србији сматра срећном бубом; деца се радују када је нађу или када им слети на руку или одело, па певају: „Бубамаро, лет, лет, у широки свет, донеси ми писмо, видели се нисмо, ја и ујка Паја још од прошлог маја.“
И у другим деловима света се бубамара посматра на сличан начин, а због своје лепе боје и шара веома је чест мотив на играчкама, тканинама и другде. Постојала је чак и видео-игра Lady Bug (Universal Games, 1981) у којој је бубамара била у главној улози.